# SMS Kaiser Karl der Grosse
O SMS Kaiser Karl der Grosse foi um couraçado pré-dreadnought operado pela Marinha Imperial Alemã e a quarta embarcação da Classe Kaiser Friedrich III, depois do SMS Kaiser Friedrich III, SMS Kaiser Wilhelm II e SMS Kaiser Wilhelm der Grosse, seguido pelo SMS Kaiser Barbarossa. Sua construção começou em setembro de 1898 nos estaleiros da Blohm & Voss e foi lançado ao mar em outubro de 1899, sendo comissionado em fevereiro de 1902. Era armado com uma bateria principal composta por quatro canhões de 238 milímetros em duas torres de artilharia duplas, tinha um deslocamento de mais de onze mil toneladas e alcançava uma velocidade máxima de dezessete nós.
O Kaiser Karl der Grosse serviu ativamente com a principal frota alemã até 1908, tendo uma carreira tranquila e ocupando-se principalmente de exercícios e manobras de rotina, mais cruzeiros para portos estrangeiros no Mar do Norte e Mar Báltico. Foi depois disso tirado de serviço por ser considerado obsoleto, sendo deixado na reserva. A Primeira Guerra Mundial começou em 1914 e ele foi trazido de volta ao serviço e usado como um navio de defesa de costa, porém voltou para reserva no início do ano seguinte. O Kaiser Karl der Grosse foi depois brevemente usado como navio-escola e depois como prisão para prisioneiros de guerra. Foi desmontado em 1920 após o fim da guerra.